# Un mar de confianza
Un mar de confianza es el octavo disco de la cantante española Luz Casal, puesto a la venta en 1999.

## Temas
1. Sumisa - 5:00
2. Mi confianza - 3:40
3. Despierta, mi vida - 4:32
4. Quisiera ser y no puedo - 3:40
5. Inesperadamente - 3:20
6. Aparta de mí - 4:45
7. Sentir - 4:11
8. Los 2 - 3:30
9. Prefiero morirme - 4:00
10. Muro invisible - 3:30
11. Momentos de ternura - 4:00
12. Tu silencio - 4:20
13. Aquí estoy bien - 5:27

## Sencillos
- "Mi confianza"
- "Sentir"
- "Quisiera ser y no puedo"
- "Inesperadamente"
- "Aquí estoy bien"

- Datos: Q6155557